# Walter Haut
Walter Haut était un ancien porte-parole de la Roswell Army Air Field (2 juin 1922 - 15 décembre 2005), lieutenant de l’armée de l’air américaine.
En 2002, il fit une déclaration notariée sous serment
affirmant que le mardi 8 juillet 1947 accompagnant le colonel Blanchard  (commandant du 509e groupe de bombardement situé à Roswell), il a personnellement vu l'épave d'un vaisseau spatial et plusieurs petits cadavres de personnes étrangères à notre espèce. Il déclara aussi que le général Ramey et le colonel Dubose étaient sur place face à cette étonnante découverte et avaient le sentiment qu'ils appliquaient des directives qui venaient du haut commandement militaire (histoire d'un ballon météo), afin d'éviter une panique parmi la population. De plus, le lieutenant Haut a déclaré qu'il avait juré au colonel Blanchard de ne révéler la vérité sur cette  étonnante découverte qu'après le décès de ce dernier.
Il apparaît dans le téléfilm documentaire de 1995, Alien Autopsy: Fact or Fiction?.